# 尤利安·基里策
尤利安·基里策（羅馬尼亞語：Iulian Chiriță，1967年2月2日—），罗马尼亚男子足球运动员，司职中场。他曾代表罗马尼亚国家队参加1994年国际足联世界杯，结果队伍止步八强。